# Homecoming (America-Album)
Homecoming ist das zweite Album der Band America und wurde 1972 veröffentlicht. Mit Hilfe von Gastmusikern wie Hal Blaine am Schlagzeug und Joe Osborn am E-Bass versuchte man, den Gesamtstil rock-orientierter zu gestalten.
Das Stück Ventura Highway, auf dessen bekanntem Riff auch Janet Jacksons Hit Someone to Call My Lover beruht, wurde zu einem der größten Erfolge der Band, die nach den mäßig erfolgreichen Singleauskopplungen Don’t Cross the River und Only in Your Heart 1972 mit dem Grammy als Best New Artist ausgezeichnet wurde. Das Album erreichte Platz 9 der Billboard-Charts.

## Titelliste
1. Ventura Highway (Bunnell) – 3:32
2. To Each His Own (Beckley) – 3:13
3. Don’t Cross the River (Peek) – 2:30
4. Moon Song (Bunnell) – 3:41
5. Only in Your Heart (Beckley) – 3:16
6. Till the Sun Comes Up Again (Beckley) – 2:12
7. Cornwall Blank (Bunnell) – 4:19
8. Head and Heart (John Martyn) – 3:49
9. California Revisited (Peek) – 3:03
10. Saturn Nights (Peek) – 3:31